# Il meglio di Marco Masini
Il meglio di Marco Masini è un doppio album-raccolta del cantautore italiano Marco Masini, pubblicato dall'etichetta discografica RCA il 10 marzo 2009, in occasione della partecipazione dell'artista alla cinquantanovesima edizione del Festival della Canzone Italiana.

## Tracce

### Disco 1
1. Perché lo fai
2. Ci vorrebbe il mare
3. Ti vorrei
4. Il cielo della vergine
5. Malinconoia
6. Il niente
7. Disperato
8. Vai con lui
9. Le ragazze serie
10. Dentro di te fuori dal mondo
11. Principessa
12. Il giorno dei perdenti
13. Caro babbo
14. Chi fa da sé

### Disco 2
1. T'innamorerai
2. Bella stronza
3. Cenerentola innamorata
4. L'amore sia con te
5. Vaffanculo
6. A cosa pensi
7. Fuori di qui
8. Fatti furbo
9. Meglio solo
10. Il morbo di Beautiful
11. Cuccioli
12. Un piccolo Chopin
13. Paura d'amare
14. Dal buio